# Chloumek (Mělník)
Chloumek (v místním nářečí Chlomek) je jednou ze základních sídelních jednotek Mělníka. Nachází se přibližně 3,5 kilometru severně od centra města. Na severní straně jej protíná borový les, ve kterém je umístěna střelnice, retranslační televizní věž a bývalá vysílací věž RKS Mělník. Vede jím stezka pro cyklisty č. 203 směřující dále do Střednic.
Na čedičové vyvýšenině nazvané Chloumeček (282 m n. m.) stojí kaple svatého Jana Nepomuckého v barokním stylu z roku 1752. K roku 2010 byla v osobním vlastnictví, žil zde akademický malíř Alexandr Oniščenko. Hřbitov vznikl v roce 1585, v jeho areálu sídlí kostel Nejsvětější Trojice, využívaný od 70. let 20. století jako smuteční síň.
Na svažujícím se terénu směrem k železniční trati Lysá nad Labem – Ústí nad Labem je pěstována réva vinná a další plodiny.